# Pere Rahola i Molinas
Pere Rahola i Molinas (Roses, Alt Empordà, 16 de juliol 1877 - Barcelona, 2 de març de 1956) va ser un polític i advocat català, membre de la Lliga Regionalista.

## Biografia
Era cosí germà de l'advocat Baldiri Rahola i Llorens, vinculat a Acció Catalana. Gran amic de Francesc Cambó, a qui va conèixer en els estudis de batxillerat a l'institut de Figueres, fou un destacat integrant de la Lliga, i amb les seves llistes fou elegit diputat per Barcelona a totes les eleccions celebrades a Espanya entre 1914 i 1923, excepte en les de 1916, data en la qual es va presentar al Senat ocupant un escó entre 1916 i 1917. Durant la Primera Guerra Mundial va participar en la formació de voluntaris catalans. També va ser president de l'Associació d'Amics de França.
Després del cop d'estat de Primo de Rivera, es va oposar a la dictadura, pel que va haver de dimitir del seu càrrec de president de l'Ateneu Barcelonès el 1924. Amb la proclamació de la Segona República Espanyola va tornar a obtenir l'escó de diputat per Barcelona en les eleccions de 1931, 1933 i 1936 i va participar en la transformació de la Lliga Regionalista en la Lliga Catalana, el 1933.
Durant el bienni radical-cedista, va ser Ministre de Marina en els dos governs que entre el 25 de setembre i el 14 de desembre de 1935 va presidir de forma successiva Joaquín Chapaprieta. Després d'aquesta etapa ministerial ocuparia el càrrec de ministre sense cartera en el govern que, entre el 14 de desembre i el 30 de desembre de 1935, va presidir Manuel Portela Valladares.
Amb l'esclat de la Guerra civil, amenaçat de caure en mans dels «incontrolats» anarquistes, Rahola va marxar a l'exili sota la protecció de Cambó i es traslladà a Gènova amb la seva família. Com a conseqüència, els seus béns foren confiscats.
Cap al 1937 es va traslladar a Pamplona, on fou detingut un parell de dies per «catalanista» i fou alliberat gràcies a les gestions de Lluís Puig de la Bellacasa i Deu. El 1939 tornà a Barcelona, després que les autoritats franquistes li retornessin les propietats confiscades durant la guerra. Des d'aquell moment es va retirar de l'acció política.
Morí a Barcelona el vespre del 2 de març del 1956, amb 78 anys.